# Onophas chlorocephala
Onophas chlorocephala är en fjärilsart som beskrevs av Frederick DuCane Godman 1900. Onophas chlorocephala ingår i släktet Onophas och familjen tjockhuvuden. Inga underarter finns listade i Catalogue of Life.